# Joan Wallach Scott
Joan Wallach Scott (Brooklyn, Nueva York, 18 de diciembre de 1941), más conocida como Joan Scott, es una historiadora estadounidense especializada en historia de Francia, así como en la historia de las mentalidades, con importantes contribuciones en el campo de la historia de género, historia de la mujer e historia intelectual. En la actualidad es titular de la cátedra Harold F. Linder en el Institute for Advanced Study en Princenton, Nueva Jersey.
Entre sus publicaciones más notables está el artículo El género: una categoría útil en el análisis histórico (Gender: A Useful Category of Historical Analysis), publicado en 1986 en la American Historical Review considerado fundamental en la historia de género.
Es historiadora, doctora por la Universidad de Wisconsin, ha dictado clases de historia en diversas universidades (Illinois, Northwestern, North Carolina, Rutgers, Johns Hopkins), y actualmente se desempeña como docente en el Institute for Advanced Study (Princeton, NJ). Reconocida internacionalmente por sus aportes a la relación entre los estudios de género y la historia, ha recibido numerosos premios y menciones, entre los que cabe destacar el Herbert Baxter Adams Prize y el Joan Kelli Prize, ambos de la American Historical Association. Muchos de sus textos, convertidos en referencia obligada en la materia, se han traducido al francés, al portugués y al español, entre otras lenguas. Entre sus obras más conocidas se encuentran The Glassworkers of Carmaux, Género e historia, Parité: Sexual Equality and the Crisis of French Universalism y The Fantasy of Feminist History

## Datos biográficos
Joan Scott nació como Joan Wallach en Brooklyn, New York, hija de Lottie Tannenbaum y Sam Wallach, profesores de enseñanza media. Es sobrina del actor Eli Wallach (hermano de su padre). Su familia era judía y su padre nació en Dolina, Polonia.
Se graduó en la Universidad de Brandeis en 1962 y recibió el grado de doctora de la Universidad de Wisconsin–Madison en 1969. 

## Obras

### Libros
- The libro de la selva

Glassworkers of Carmaux: French Craftsmen and Political Action in a Nineteenth Century City. Cambridge, MA: Harvard University Press, 1974; Traducción al francés, Flammarion, 1982.
- Women, Work and Family (coauthored with Louise Tilly). New York: Holt, Rinehart and Winston, 1978; Routledge, 1987; Italian translation, 1981; Traducción al francés, 1987; Traducción al coreano, 2008.
- Gender and the Politics of History. New York: Columbia University Press, 1988; Revised edition, 1999. Japanese translation, Heibonsha 1992; Traducción al español, "Género e Historia", Fondo de Cultura Económica, 2008.
- Only Paradoxes to Offer: French Feminists and the Rights of Man. Harvard University Press, 1996; Traducción al francés: Albin Michel, 1998; Traducción al portugués: Editora Mulheres 2002; Traducción al coreano, Sang Sanchi 2006.
- Parité: Sexual Equality and the Crisis of French Universalism. Chicago: University of Chicago Press, 2005. Traducción al francés: Albin Michel, 2005. Traducción al coreano: Ingansarang, 2009.
- The Politics of the Veil. Princeton University Press, 2007. Bulgarian translation 2008; Arabic translation, Toubkal, 2009; Traducción al turco, Tabur, 2012.
- Théorie Critique de l'Histoire: Identités, expériences, politiques. Fayard, 2009. Edited: Western Societies: A Documentary History (editado con Brian Tierney), 2 vols. New York: Alfred Knopf, 1983; 2nd edition, 1999.
- Learning about Women: Gender, Power and Politics (editado con Jill Conway y Susan Bourque). University of Michigan Press, 1987.
- Feminists Theorize the Political (editado con Judith Butler). New York, Routledge, 1992.
- Alper, Benedict S. Love and Politics in Wartime: Letters to my Wife, 1943-5. University of Illinois Press, 1992.
- The Mythmaking Frame of Mind: Social Imagination and American Culture (editado con James Gilbert, Amy Gilman, y Donald Scott). San Francisco, Wadsworth, 1992.
- Feminism and History (A volume in the Oxford series, Readings in Feminism). Oxford University Press, 1996.
- Transitions, Environments, Translations: Feminisms in International Politics (editado con Cora Kaplan y Debra Keates). Routledge, 1997.
- Schools of Thought: Twenty-five Years of Interpretive Social Science (editado con Debra Keates). Princeton University Press, 2001.
- Going Public: Feminism and the Shifting Boundaries of the Private Sphere (editado con Debra Keates). Champaign IL: University of Illinois Press, 2004.
- Women's Studies on the Edge. Durham, Duke University Press, 2009.
- The Fantasy of Feminist History. Durham, Duke University Press, 2011.
- Sex and Secularism. Princeton University Press, 2018. En este libro Wallach Scott pone en duda al secularismo como la separación de las instituciones religiosas del estado a favor de las nociones ilustradas de razón e igualdad de derechos. Así pues busca demostrar el sexismo y racismo que se encuentran en los orígenes de este supuesto secularismo. Wallach Scott argumenta que esta noción has sido puesta al servicio conservador, cristiano y occidental, en el "choque de civilizaciones" de la Guerra Fría, para elevar la liberación sexual y la igualdad de género como marcadores de superioridad sobre el Islam.[7]
- On the Judgement of History. New York: Columbia University Press, 2020.

### Artículos
- "The Glassworkers of Carmaux", in S. Thernstrom and R. Sennett (eds), Nineteenth Century Cities: Essays in the New Urban History (Yale University Press, 1969), pp. 3–48.
- "Les Verriers de Carmaux, 1865-1900," Le Mouvement Social 76 (1971), pp. 67–93.
- "Women's Work and the Family in 19th Century Europe" (coauthored with Louise Tilly), in C. Rosenberg (ed.), The Family in History (University of Pennsylvania Press, 1975), pp. 145–178.
- "Labor History in the United States since the 1960's," Le Mouvement Social, No. 100 (July 1977), pp. 121–131.
- Recent U.S. Scholarship on the History of Women (coauthored with B. Sicherman, W. Monter, K. Sklar). American Historical Association, 1980.
- "Social History and the History of Socialism: French Socialist Municipalities in the 1890's," Le Mouvement Social 111 (Spring 1980), pp. 145–153.
- "Political Shoemakers," (coauthored with Eric Hobsbawm) Past and Present 89 (November 1980), pp. 86–114.
- "Dix Ans de l'histoire des femmes aux états-unis," Le Débat 19 (1981), pp. 127–132 (translated into Spanish for publication in Débat, 1984).
- "Politics and the Profession: Women Historians in the 1980's," Women's Studies Quarterly 9:3 (Fall 1981).
- "Mayors versus Police Chiefs: Socialist Municipalities Confront the French State," in John Merriman, ed., French Cities in the Nineteenth Century (London: Hutchinson, 1982), pp. 230–45.
- "Popular Theater and Socialism in Late Nineteenth Century France," en Seymour Drescher, David Sabean, y Allen Sharlin (eds)., Political Symbolism in Modern Europe: Essays in Honor of George L. Mosse (New Brunswick: Transaction Books 1982), pp. 197–215.
- "The Mechanization of Women's Work," Scientific American 247:3 (September 1982), pp. 166–87.
- "Women's History: The Modern Period," Past and Present 101 (November 1983), pp. 141–57.
- "Men and Women in the Parisian Garment Trades: Discussions of Family and Work in the 1830's and 40's," R. Floud, G. Crossick y P. Thane (eds), The Power of the Past: Essays in Honor of Eric Hobsbawm (Cambridge University Press, 1984), pp. 67–94.
- "Statistical Representations of Work: The Chamber of Commerce's Statistique de l'Industrie à Paris, 1847-48," in Stephen Kaplan, ed., Work in 18th and 19th Century France (Cornell University Press, 1986), pp. 335–363.
- "Women's History as Women's Education: Representations of Sexuality and Women's Colleges in America," (Smith College, Northampton, Mass., 1986).
- "Gender: A Useful Category of Historical Analysis," American Historical Review 91, No. 5 (December 1986), pp. 1053–75 (French, Italian, Spanish, Portuguese, Bulgarian, Estonian, and Polish translations).
- "On Language, Gender, and Working Class History," International Labor and Working Class History 31(Spring 1987), pp. 1–13 and "Reply to Critics of This Piece," 32 (Fall 1987), pp. 39–45 (Spanish and Swedish translations).
- "'L'Ouvrière! Mot Impie, Sordide...' Women Workers in the Discourse of French Political Economy (1840-1860)," in Patrick Joyce, ed., The Historical Meanings of Work. (Cambridge University Press, 1987), pp. 119–42. Traducción al francés in Actes de la Recherche en Sciences Sociales 83 (June 1990), pp. 2–15.
- "Rewriting History," in Margaret Higonnet, et al. (eds), Behind the Lines: Gender and the Two World Wars (Yale University Press, 1987), pp. 19–30.
- "History and Difference," Daedalus (Fall 1987), pp. 93–118. "Deconstructing Equality-versus-Difference:  Or, the Uses of Poststructuralist Theory for Feminism," Feminist Studies (Spring 1988), pp. 33–50.
- "The Problem of Invisibility," in S. Jay Kleinberg, ed., Retrieving Women's History: Changing Perceptions of the Role of Women in Politics and Society (London and Paris: Berg/Unesco 1988), pp. 5–29.
- "History in Crisis? The Others' Side of the Story," American Historical Review 94 (June 1989), pp. 680–692.
- "Interview with Joan Scott," Radical History Review 45 (1989), pp. 41–59.
- "French Feminists and the Rights of 'Man': Olympe de Gouges' Declarations," History Workshop No. 28 (Autumn 1989), pp. 1–21.
- "A Woman Who Has Only Paradoxes to Offer: Olympe de Gouges Claims Rights for Women," in Sara E. Melzer and Leslie W. Rabine (eds), Rebel Daughters: Women and the French Revolution (New York: Oxford University Press, 1992), pp. 102–20.
- "Women's History," in Peter Burke (ed.), New Perspectives on Historical Writing, (London: Polity Press, 1991), pp. 42–66.
- "Rethinking the History of Women's Work," chapter for Vol. IV of Storia della Donne, edited by Michelle Perrot and Georges Duby (Rome, Laterza, 1990; Paris, Plon, 1991; Cambridge, MA, Harvard University Press, 1993), pp. 773–797.
- "The Evidence of Experience," Critical Inquiry (Summer 1991); reprinted in various collections of essays, and in Questions of Evidence: Proof, Practice, and Persuasion across the Disciplines, edited by James Chandler, Arnold I. Davidson, and Harry Harootunian (Chicago: University of Chicago Press, 1994), pp. 363–387. Traducción al español 2001.
- "Liberal Historians: A Unitary Vision," Chronicle of Higher Education, September 11, 1991, pp. B1-2.
- "The Campaign Against Political Correctness: What's Really at Stake?" Change (November/December 1991), pp. 30–43; reprinted in Radical History Review, 1992, pp. 59–79; also in various collections of essays.
- "Multiculturalism and the Politics of Identity," October 61 (Summer 1992), pp. 12–19; reprinted in John Rajchman (ed.), The Identity in Question (New York: Routledge, 1995), pp. 3–12.
- "The New University: Beyond Political Correctness," Boston Review (March/April 1992), pp. 29–31.
- "The Rhetoric of Crisis in Higher Education," in Higher Education Under Fire: Politics, Economics, and the Crisis of the Humanities, edited by Michael Bérubé and Cary Nelson (Routledge, 1995), pp. 293–334.
- "Academic Freedom as an Ethical Practice," in Louis Menand (ed.), The Future of Academic Freedom (University of Chicago Press, 1996), pp. 163–180.
- "Forum: Raymond Martin, Joan W. Scott, and Cushing Strout on 'Telling the Truth About History,'" History and Theory, Vol. 34 (1995), pp. 329–334.
- "Vive la différence!" Le Débat, November–December 1995, pp. 134–139. "After History?", Common Knowledge, Vol. 5, No. 3 (Winter 1996), pp. 9–26.
- "'La Querelle des Femmes' in Late Twentieth Century France," New Left Review November/December 1997, pp. 3–19 (Traducción al francés: Parité-infos, #19, Sept. 1997).
- "Border Patrol," contribution to "Forum" A Crisis in History? On Gérard Noiriel's Sur la Crise de l'Histoire," French Historical Studies 21:3 (Summer 1998), pp. 383-397.
- "Some Reflections on Gender and Politics," in Myra Marx Ferree, Judith Lorber, and Beth B. Hess (eds), Revisioning Gender (Sage Publications, 1999), pp. 70–96.
- "Entretien avec Joan Scott," Mouvements: Sociétés, politique, culture no. 2 (Jan- Fev 1999), pp. 101–112.
- "La Traduction Infidèle," Vacarme, No. 19 (1999).
- "Feminist Family Politics," French Politics, Culture and Society 17:3-4 (Summer/Fall 1999), pp. 20–30.
- "The 'Class' We Have Lost," International Labor & Working-Class History, no. 57 (Spring 2000), pp. 69–75.
- "Fantasy Echo: History and the Construction of Identity," Critical Inquiry 27 (Winter 2001), pp. 284–304 (German translation: "Phantasie und Erfahrung," Feministische Studien Vol. 2, 2001).
- "Les 'guerres académiques' aux Etats-Unis," in L'Université en questions: marché des saviors, nouvelle agora, tour d'ivoire?, edited by Julie Allard, Guy Haarscher, and Maria Puig de la Bellacasa (Brussels: Editions Labor, 2001).
- "Faculty Governance," Academe July–August 2002, pp. 41–48.
- "French Universalism in the 90's," differences 15.2 (2004), pp. 32–53.
- "Feminism's History," Journal of Women's History 16.1 (2005), pp. 10–29.
- "Symptomatic Politics: The Banning of Islamic Head Scarves in French Public Schools," French Politics, Culture and Society 23:3 (Fall 2005), pp. 106–27.
- "Against Eclecticism," differences 16.3 (Fall 2005), pp. 114–37. "History-writing as Critique", Keith Jenkins, et al. (eds), Manifestos for History (London: Routledge, 2007), 19-38.
- "Back to the Future," History and Theory 47:2 (2008) pp. 279–84.
- "Unanswered Questions," contribution to AHR Forum, " "Revisiting 'Gender: A Useful Category of Historical Analysis'," American Historical Review 113:5 (Dec. 2008), pp. 1422–30.
- "Finding Critical History," in James Banner and John Gillis (eds), Becoming Historians (Chicago: University of Chicago Press, 2009), pp. 26–53.
- "Knowledge, Power, and Academic Freedom," Social Research (Summer 2009).
- "Gender: Still a Useful Category of Analysis?" Diogenes, Vol. 57, No. 225 (2010).
- "Storytelling," History and Theory (Spring 2011).